# César Bettex
César Bettex (Yverdon-les-Bains, 25 dicembre 1863 – ...) è stato un tiratore a volo francese.
Partecipò alle Olimpiadi 1900 di Parigi dove arrivò quarto nella gara di fossa olimpica.